# Callithomia hydra
Callithomia hydra är en fjärilsart som beskrevs av Felder 1867. Callithomia hydra ingår i släktet Callithomia och familjen praktfjärilar. Inga underarter finns listade i Catalogue of Life.